# Зінкевич Яна Вадимівна

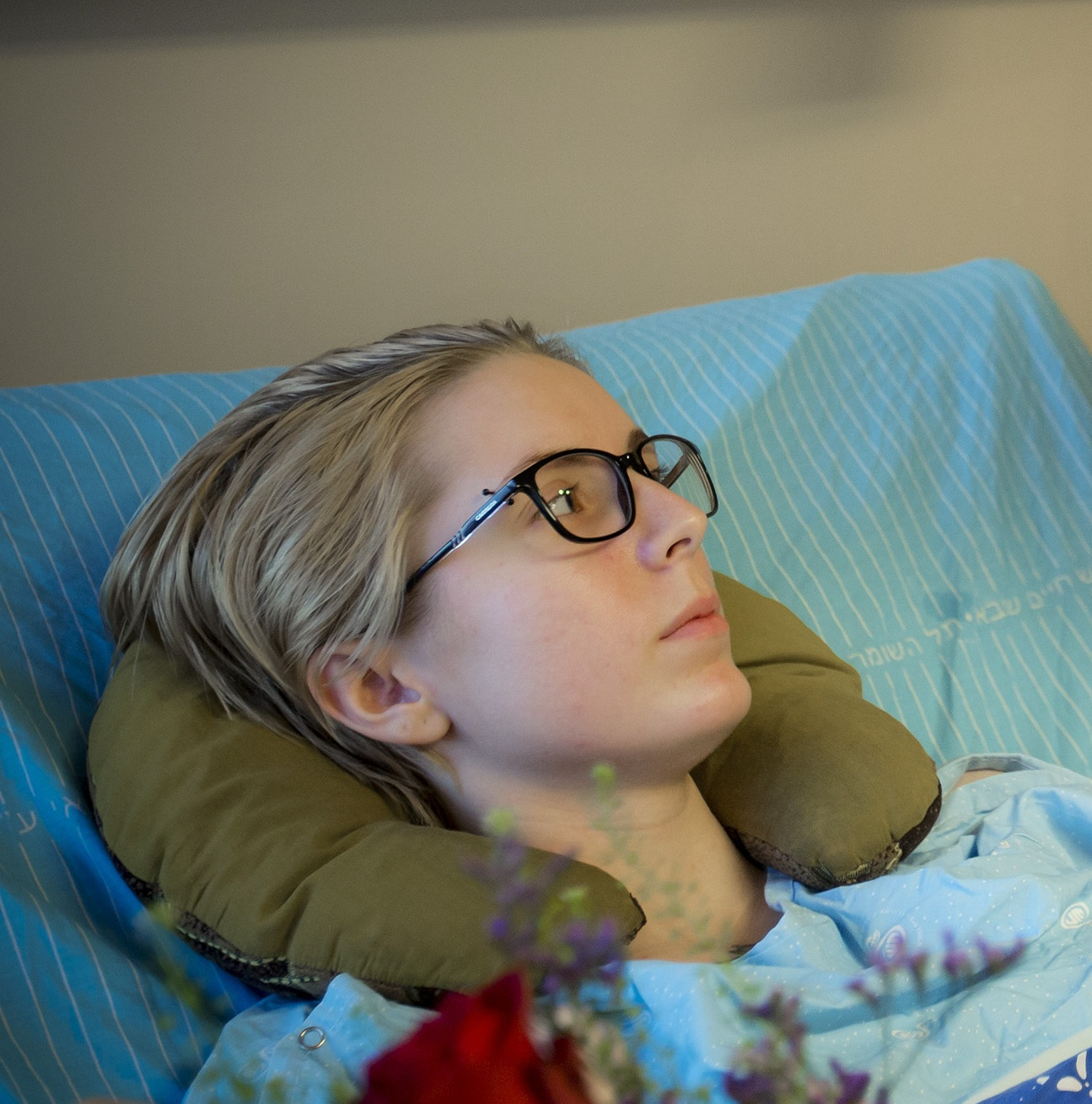
Яна Зінкевич під час лікування

Я́на Вади́мівна Зінке́вич (нар. 2 липня 1995) — українська медикиня-доброволиця, військовослужбовиця та політична діячка. Начальниця Медичного управління та реабілітації бійців Української добровольчої армії (до 2016 року — Добровольчого українського корпусу «Правий сектор») під час війни на сході України. Засновниця та командирка волонтерського Медичного батальйону «Госпітальєри».
За період активної фази АТО, починаючи з 2014 року, особисто витягла та врятувала більше 200 поранених українських солдатів з передової. Створила та тривалий час керувала медичним батальйоном «Госпітальєри», що з часу створення врятував понад 2500 поранених українських воїнів та цивільних осіб з передової.

## Життєпис
Яна Зінкевич народилася 2 липня 1995 року в Рівному, закінчила місцевий навчально-виховний комплекс «Колегіум». До війни готувалась до вступу до медичного університету. У 2017 році вступила до Медичної академії Дніпра.
5 грудня 2015 року на трасі Дніпро-Донецьк автомобіль медичного батальйону «Госпітальєри», який вів її заступник Максим Корабльов («Стрілок»), потрапив в автокатастрофу, перекинувшись 7 разів. Зінкевич вилетіла з машини, дістала повний перелом хребта, параплегію, переломи половини ребер та ключиці, ушкодження внутрішніх органів, гемопневмоторакс, контузію серця та легень, провела кілька місяців у лікарні. Після лікування має довічну інвалідність і пересувається на кріслі колісному.
Згодом Корабльов запропонував їй одружитися. 27 травня 2016 року вийшла за Корабльова, зберігши своє прізвище.
31 жовтня 2016 року народила доньку Богдану. У листопаді, за кілька днів після пологів, чоловік Максим Корабльов покинув сім'ю після 5 місяців шлюбу, залишивши Зінкевич з дитиною. У січні 2017 року Зінкевич отримала офіційне розлучення. Виховує доньку самостійно.

## Політична діяльність
На виборах до парламенту в липні 2019 року обрана народною депутаткою від партії «Європейська солідарність». В серпні стало відомо, що Зінкевич очолить нову комісію з питань ветеранів у Верховній Раді. Також була обрана секретаркою комітету з питань здоров'я нації, медичної допомоги та медичного страхування у Верховній Раді України IX скликання (з 29 серпня 2019 року). Голова підкомітету з питань військової медицини.
У 2020 році долучилася до складу Міжфракційного об'єднання «Гуманна країна», створеного за ініціативи UAnimals для популяризації гуманістичних цінностей та захисту тварин від жорстокості.
В серпні 2020 року посіла друге місце в списку серед найпопулярніших в соцмережах рівненських нардепів.
В 2023 році увійшла до щорічного рейтингу Time 100 Next, що визначає найвпливовіших людей, які змінюють майбутнє світу.

## Нагороди та відзнаки
- Орден «За заслуги» ІІІ ст. (1 грудня 2015 року) — «за значний особистий внесок у державне будівництво, соціально-економічний, науково-технічний, культурно-освітній розвиток Української держави, вагомі трудові досягнення, багаторічну сумлінну працю»[16].
- Орден «За спасіння життя» (16 березня 2016 року) — «за героїчні вчинки, дії, завдяки яким було врятовано життя людини». Перша церемонія нагородження громадською відзнакою відбулася у Тернопільському медичному університеті. Через перебування на реабілітації Яна була нагороджена заочно[17].
- Орден «Народний Герой України» (4 червня 2015 року). Перша церемонія нагородження недержавною відзнакою відбулася о 12:00 в Києві в будинку Митрополита заповідника «Софія Київська». Серед українських воїнів, медиків, волонтерів була відзначена й начмед ДУКу Яна Зінкевич[18].
- Пам'ятний знак «За воїнську доблесть» (листопад-грудень 2014 року) — заохочувальна відзнака Міністерства оборони України[19].

У березні 2021 року Зінкевич стала однією з 36 українок, що стали прообразом української серії ляльок Барбі «Пані України»